# キンシャサの奇跡
キンシャサの奇跡（キンシャサのきせき）は、1974年10月30日、ザイール共和国（現在のコンゴ民主共和国）の首都キンシャサの「5月20日スタジアム (Stade du 20 Mai) 」で行われたプロボクシングWBA・WBC世界統一ヘビー級タイトルマッチの通称。王者ジョージ・フォアマンと挑戦者モハメド・アリが対戦し、アリが劇的な逆転KO勝利をおさめたことからこの名で呼ばれるようになった。

## 概要
この一戦は「アフロ・アメリカンのボクサー同士が、ルーツであるアフリカ大陸で行う初のヘビー級タイトルマッチ」として、ランブル・イン・ザ・ジャングル（Rumble in the Jungle、ジャングルの決闘）なる謳い文句が付けられた。このビッグマッチを仲介した人物は、その後大物プロモーターとして名を馳せるドン・キングと音楽ビジネスマンのジェリー・マスッチであった。
キングは、王者ジョージ・フォアマンと元王者モハメド・アリの両者に、ファイトマネーを500万ドル（約15億円）ずつ用意できれば、対戦をするという契約にサインをさせることに成功する。当時のスポーツ興行で史上最高の報酬をキングが提示したのは、他のボクシングプロモーターにフォアマン対アリの試合を横取りされるのを防ぐ意図があった。しかしキングはそれだけの大金をアメリカ国内では用意することが出来ず、アメリカでの開催を断念し、試合を開催できる海外の国を探した。そして、ザイールで独裁政権を築いていたモブツ・セセ・セコ大統領のアメリカ人顧問フレッド・ワイドが、国威発揚と自身の人気に繋がると大統領を説得してザイールでの開催が決定。リビアの独裁者ムアンマル・アル＝カッザーフィーが、試合の主要な財政的スポンサーとなり、両者のファイトマネーや開催にかかる主な費用を負担した。
フォアマンとアリは1974年の半ばに事前にザイールでトレーニングを行い、熱帯のアフリカの気候に慣れた。
試合は9月25日に行われる予定だったが、両選手が現地入りした後、試合の8日前にフォアマンがスパーリング中に右まぶたを切ってしまったため、傷が癒えるまで5週間延期された。試合の模様は世界60カ国へ衛星中継され、アメリカ東部29日の22時に合わせ、開始時刻はザイール時間30日午前4時になった。日本ではNETテレビ（現・テレビ朝日）の「エキサイトボクシング」特別番組で、日本時間30日午後1時より放送された（当日午後7時30分から再放送）。
試合会場の5月20日スタジアム（現：スタッド・タタ・ラファエル）は普段はサッカー場として使われていたが、6万人を収容できるよう改装された。ザイール国民の平均年収100ドル以下に対し、最前列の特等席は250ドル（7万5千円）の値が付けられた。
また試合は延期されたが、試合のプロモーションイベント「ザイール'74 (Zaire 74) 」という黒人音楽フェスティバルが予定通り9月22日から24日の3日間に渡ってに行われた。ジェームス・ブラウン、B.B.キング、ビル・ウィザーズ、ザ・クルセイダーズらアフロ・アメリカンのミュージシャンが、ミリアム・マケバ、マヌ・ディバンゴらアフリカのミュージシャンと共演し、「ブラック・ウッドストック」とも呼ばれた。

## 両選手の比較
両選手ともアマチュア時代にアメリカ代表選手としてオリンピックに出場し、アリは1960年ローマ大会のライトヘビー級、フォアマンは1968年メキシコ大会のヘビー級で金メダルを獲得している。プロ転向後は、ともに無敗のままヘビー級チャンピオンへと駆け上がった。
挑戦者：モハメド・アリ
1942年生（当時32歳）。プロ成績は46戦44勝（31KO）2敗。1964年にソニー・リストンを倒し、22歳の若さでヘビー級チャンピオンとなるも、ベトナム戦争への徴兵を拒否したことから1967年に王座を剥奪され、3年7カ月のブランクを余儀なくされた。
1970年に復帰したが、王座奪回に挑んだ1971年3月のジョー・フレージャー戦でプロ初ダウンと初黒星（判定負け）を喫し、1973年3月のケン・ノートン戦でも顎を砕かれて判定負けした。その後、両者との再戦で判定勝ちをおさめ、フォアマンへの挑戦権を得た。
王者：ジョージ・フォアマン
1949年生（当時25歳）。プロ成績は40戦40勝（37KO）。1973年1月、王者フレージャーから6度のダウンを奪い、2ラウンドKO勝利でヘビー級チャンピオンとなった。防衛戦は1973年9月のホセ・キング・ローマン戦を1ラウンドKO、1974年3月のノートン戦を2ラウンドKOで勝利し、連続KOを24戦に伸ばしてアリとの対戦を迎えた。
対戦のポイントは「象をも倒す」といわれたフォアマンのパンチ力と、「蝶のように舞い、蜂のように刺す」といわれたアリのスピードであった。アリは記者会見でフォアマンを「Mummy（ミイラ）」と呼び、のろまな動きでは自分を捕まえられないと挑発した。しかし、復帰後の試合ではアリのフットワークに衰えがみられ、この試合でキャリア初のKO負けを喫して引退に追い込まれるのではないかと囁かれた。アメリカの専門家筋の予想は4対1、ロンドンのブックメーカーの掛け率は11対5でフォアマン勝利を支持した。

## 試合展開
第1ラウンド開始から、両者は積極的に打ち合う。アリは左右に動きまわりながら、リードブローの左ジャブではなく、ノーモーションの右ストレートを顔面に命中させる。フォアマンもひるむことなく前進し、強烈な左フックをアリに見舞う。
第2ラウンド、フォアマンがアリをロープ際に追いつめ、連打を浴びせる。アリはガードを固めて守勢一方になりながら、隙を見てカウンターを当てる。
第4ラウンド、アリの手数が減り、フォアマンの強打が猛威を振るう。
第5ラウンド2分過ぎ、フォアマンはアリをロープ際に釘付けにし、大振りのパンチで滅多打ちにする。残り30秒、フォアマンの猛攻がやんだところでアリが反撃し、鋭い連打でフォアマンをたじろがせる。
第6ラウンド、ロープ際の攻防が続くが、フォアマンの疲労が目立ち始める。パンチの手数・威力とも減り、アリにもたれかかる場面も見られる。

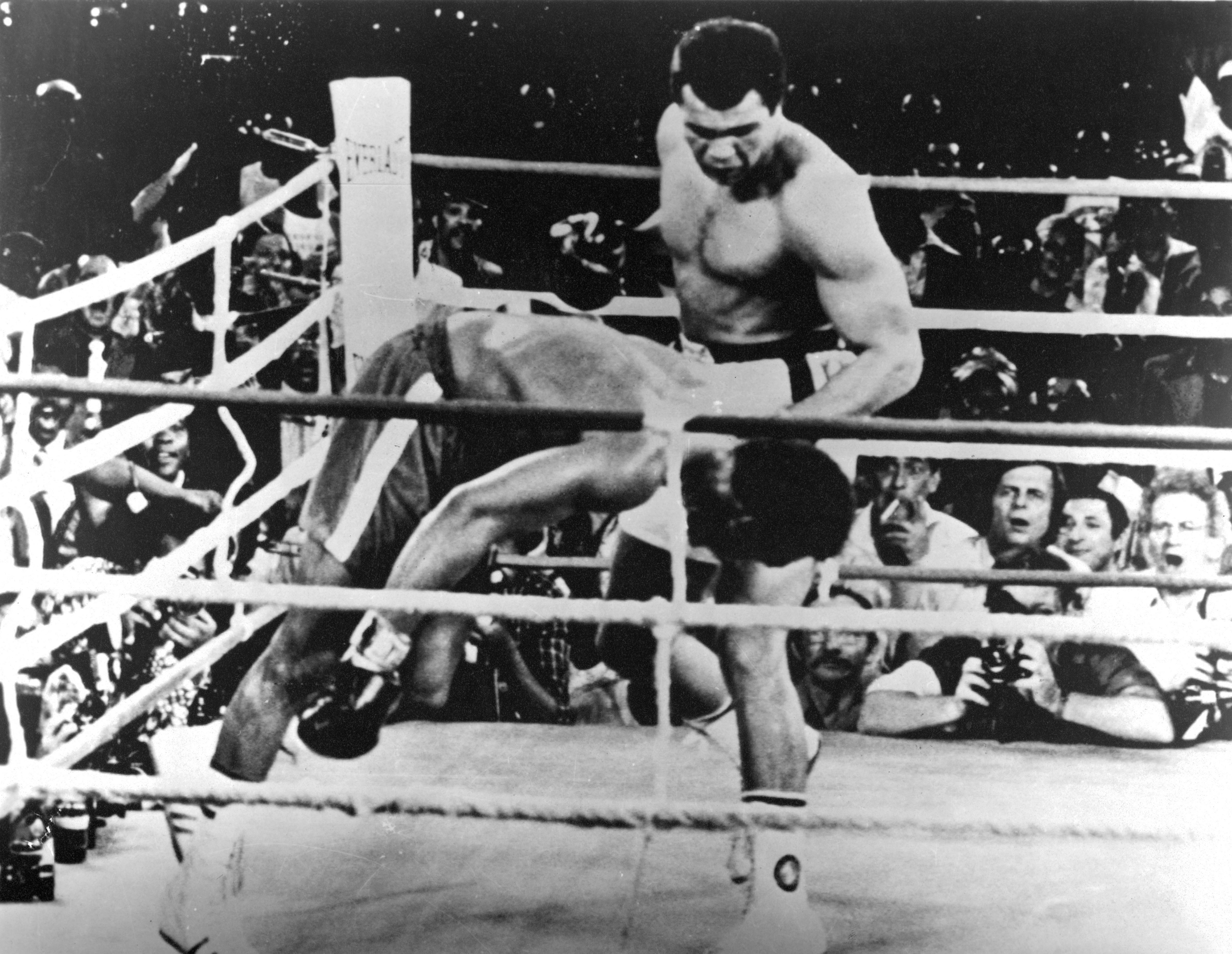
第8ラウンド 崩れ落ちるフォアマン

第8ラウンド残り16秒、ニュートラルコーナー付近でフォアマンがバランスを崩すと、アリは素早く身体を入れ替えロープ際を脱出。振り向いたフォアマンの顔面に右・左・右・左・右の5連打を浴びせる。最後の右ストレートがフォアマンの顎を直撃すると、フォアマンは足元をぐらつかせ、もんどりうってダウンする。カウント8で立ち上がるが、レフェリーは10カウントKOを宣告し、アリの劇的な勝利を目にした会場は熱狂的な歓声に包まれた。

## エピソード

### ロープ・ア・ドープ
フォアマンは試合開始から猛攻を仕掛け、強力なパンチで短いラウンドでKO勝利を決めるというスタイルを持っていたが、長いラウンドを闘った経験は少なかった。アリ陣営は第5・6ラウンドまでアウトボクシングで動きまわりながらジャブを放ち、フォアマンが疲れてきたら攻め込むという作戦を立てていた。しかし、アリは第2ラウンド以降足を止めてロープに体を預け、サンドバッグ状態でフォアマンの強打を浴び続けた。アリの説明では、第1ラウンドを戦った時点でリングが動きにくく、フォアマンも非常に接近してきたため、動き回ると自分の方が先に疲れてしまうと思ったという。そこで作戦を変更して「トレーニング中疲れた場合にやること」をやろうと決めた。それは49歳まで10年間世界ライトヘビー級王者を保持したアーチー・ムーアがよくやっていたことだという。
アリはロープにもたれながら両腕でがっちり顎とボディをガードし、ときにはリング外にのけぞるようにスウェーして致命的なダメージを回避した。また、フォアマンの後頭部を押さえつけたり、フォアマンに体重をかけ寄りかかるようなクリンチをして勢いをそぎ、耳元で「もっと強く打ってみろ」「お前はすげえ奴じゃなかったのか」と罵倒し続けた。フォアマンはこれに激怒して強振を繰り返して体力を消耗した結果、第6ラウンド以降は動きが緩慢になり、アリの一瞬の連打によって大逆転負けを喫する結末となった。フォアマンは「第7ラウンドぐらいまでは、彼は私のもう一人のノックアウトの犠牲者にすぎないと思っていたんだ。でも彼の顎を強く殴った時、彼は私をホールドして耳元で『それで精一杯なのかい、ジョージ？』と囁いたんだ。その時にこれは私が考えていたものとは違うこと気付いたんだ」と語っている。
アリのこの捨て身の戦法はロープ・ア・ドープ (Rope a Dope) と呼ばれた。自陣セコンドでさえその意図が判らず、トレーナーのアンジェロ・ダンディ (Angelo Dundee) はアリが足を止めた時に「彼の気が狂ったのかと思った」という。ダンディは試合中しきりに「ロープから離れろ!」「ダンスを踊れ（足を使え）!」と指示を出していた。

### フォアマンの敗因
予期せぬフォアマンの敗北に関しては、自己分析を含めていくつかの敗因が語られた。
- 練習中に負傷したフォアマンはヨーロッパでの治療を望んだが、試合のキャンセルをおそれた政権により出国を禁じられた。延期中は傷が治るまで10日間は汗をかいてはいけないといわれ、充分なトレーニングを積むことができなかった[12]。
- フォアマンのトレーナー兼マネージャーのディック・サドラーがアリ陣営に買収され、フォアマンに毒を盛ったという陰謀説が試合直後から流れた[13]。フォアマンの自伝『By George（邦題：敗れざる者）』によると、いつも試合前にロッカールームでサドラーからコップ1杯の水をもらうという決め事（ルーティン）があったが、その日飲んだ水は薬のような味がして吐き出しそうになった、試合は3ラウンドしか戦っていないのにクタクタに疲れてしまった、と語っている[14]。後年の伝記『God in My Corner』でも「試合前にトレーナーから薬のような味がする飲み物を与えられた」と語っている[15][16]。この件に関して、アリと3度、フォアマンと2度対戦したジョー・フレージャーは「ニューヨーク・ポスト」のインタビューに応じて、「フォアマンの言うことを私は信じない。アリは正々堂々と勝利したのだ」と話している[17]。
- フォアマンは試合中攻めあぐねていても、セコンドがラッシュを続けろと指示するばかりだったと不満を述べている[18]。また、ダウンした際には意識がはっきりしており、サドラーの合図でカウント8まで休んでから立ち上がったが、レフェリーがカウントを続行してKO負けになったとも述べている[19]。この試合以降、フォアマンはプロデビュー以来世話になってきたサドラーと袂を分かった。
- ロープ・ア・ドープについては、フォアマンはアリ陣営が試合前にリングに細工してロープを緩めておいたと主張している。アリ陣営のプロモーターによると事実は逆で、前日正午にリングをチェックした際、新品のロープが蒸し暑さのため伸び始めていたのできつく締め直したという[20]。アリがリングに上がる頃にはまた緩んでおり、第1R後のインターバルに再度締め直そうとしたが、アリは「やめろ!そのままにしておいてくれ」と言ったという[21]。

### アリ・ボマ・イェ
ザイール国民はアメリカの国家権力に反抗したアリのことを第三世界のヒーローとして歓迎し、アリもロードワークで街の人々と交流しながら親交を深めていた。かたや現役チャンピオンのフォアマンは完全に敵役（ヒール）扱いされた。ザイールまで連れてきた愛犬のシェパードが、人々にベルギー統治時代の警察犬を思い起こさせ、余計に反感を買ったという。試合前から試合中まで、ザイール国民は「アーリッ・ボマ・イェ!（Ali,boma ye!）」という威勢のいいチャントでアリを応援した。この言葉は現地のリンガラ語で「アリ、奴を殺せ（Ali,kill him）」という意味になる。
1977年にアリ主演の自伝映画『アリ/ザ・グレーテスト』が公開され、マイケル・マッサー作曲の「Ali Bombaye (Zaire Chant)」という曲がBGMに使われた。この曲は1976年に格闘技世界一決定戦（東京）でアリと対戦したプロレスラーのアントニオ猪木に贈られ、日本では「炎のファイター INOKI BOM-BA-YE」と題して猪木の入場テーマ曲として知られるようになった。2000年代に猪木がプロデュースした格闘技イベントは「INOKI BOM-BA-YE（イノキボンバイエ）」と題された。
猪木が創立した新日本プロレスに所属していた中邑真輔は、必殺技の飛び膝蹴りを「ボマイェ」と呼んでいたが、WWE移籍後は「キンシャサ・ニー・ストライク」に改めた。アメリカでは「ボマイェ（殺せ）」という言葉が放送禁止用語にあたると云われ、デビュー戦当日に自分で新しい名前を決めたという。

## 関連作品
作家ノーマン・メイラーはザイール滞在中のアリを密着取材し、1975年に『ザ・ファイト (The Fight) 』というノンフィクションを出版した。
1996年、キンシャサで撮影された記録映像をもとにしたドキュメンタリー映画『モハメド・アリ かけがえのない日々（原題：When We Were Kings）』が公開された。監督はレオン・ギャスト (Leon Gast) 。第69回アカデミー賞長編ドキュメンタリー映画賞を受賞し、授賞式ではアリとフォアマンも並んで壇上に上がった。
2001年の伝記映画『ALI アリ』ではクライマックスシーンでキンシャサの奇跡が描かれる。アリを演じた俳優ウィル・スミスはアカデミー主演男優賞にノミネートされた。また、フォアマンを演じたチャールズ・シュフォード (Charles Shufford) は当時現役のヘビー級ボクサーで、2001年にウラジミール・クリチコの持つWBO世界ヘビー級タイトルに挑戦したが敗れた。